# خان الوزير
خان الوزير هو أحد خانات مدينة حلب في سوريا، بني في العهد العثماني عام 1683 م، ويعد من أشهر خانات مدينة حلب يقع بين قلعة حلب والجامع الكبير، يمتاز بواجهته الداخلية والخارجية المزخرفة وبواباته الضخمة الجميلة ونوافذه الغنية بالزخارف.